# Louis Aleno de Saint-Aloüarn
Louis François Marie Aleno de Saint-Aloüarn, né le 28 juillet 1738 au manoir de Saint-Aloüarn à Guengat près de Quimper (Bretagne) et mort le 27 octobre 1772 à Port-Louis (Île de France), est un officier de marine et explorateur français du XVIIIe siècle. Entré dans la Marine royale avant que n'éclate la guerre de Sept Ans, il sert pendant ce conflit et reçoit plusieurs commandements. C'est dans la Marine qu'il fait la connaissance d'Yves de Kerguelen qui le convainc de partir avec lui dans une expédition à destination des terres australes. En 1772, Saint-Aloüarn prend possession de l'Australie pour le compte du roi Louis XV. Il meurt peu après à Port-Louis en Isle de France.

## Biographie

### Origines et famille
Louis Aleno de Saint-Aloüarn descend d'une famille de la noblesse bretonne, originaire du pays Glazik. Il était l'aîné d'une famille de cinq enfants, dont il fut le seul fils. Son père, François-Marie-Guénolé-Pantaléon d’Aleno, est un officier de marine remarqué par sa bravoure contre les Anglais, il meurt à la bataille des Cardinaux en 1759, jeune encore, laissant son fils Louis chef de famille. Sa mère est Marie Josèphe Pélagie de Quillien.

### Carrière dans la Marine royale
Louis de Saint-Aloüarn s’engage dans la Marine royale en 1754 à l'âge de 17 ans, il entre dans une compagnie de garde-marine au département de Brest. Il est promu lieutenant de vaisseau et rejoint son oncle, Rosmadec Saint-Aloüarn, sur L'Espérance, un vieux vaisseau de 74 canons. En novembre 1755, alors qu'elle rentre de campagne au large du Canada, armée en flûte, L'Espérance est attaquée et capturée (puis détruite) par le HMS Oxford ; Saint-Aloüarn et son oncle sont faits prisonniers de guerre et détenus en Angleterre pendant deux ans, avant de pouvoir retourner en France.
La guerre continue et Saint-Aloüarn est posté en Martinique à bord du Défenseur, 74 canons. Son père et son oncle sont tous deux tués lors de la destruction du vaisseau Le Juste en 1759, à la bataille des Cardinaux (également connue sous le nom de bataille de la baie de Quiberon),.
Entre 1759 et 1762, Saint-Aloüarn sert en France à bord de vaisseaux moins importants, ainsi qu'à terre. En 1761, il épouse Marie Jeanne Corentine Drouallen, avec qui il aura une fille et trois fils,.
Entre 1762 et 1767, Saint-Aloüarn sert à bord du Royal Louis, de 116 canons, et sur la frégate L'Infidèle, à la Martinique et à Brest. En 1767, Saint-Aloüarn reçoit le commandement du navire ravitailleur l’Écluse en 1767, puis celui de l'Aber Wrac'h en 1770.
C'est en faisant des relevés hydrographiques sur la côte nord de Bretagne qu'il se trouve pour la première fois sous les ordres du lieutenant de vaisseau Yves de Kerguelen, son aîné de quatre ans et son voisin à Quimper. Tous deux se lient d'amitié.
Il avait déjà une brillante carrière à son actif lorsque son ami Kerguelen lui propose en 1771 de participer avec lui à une expédition de recherche du continent austral.

### Expédition australe
Partis le 30 avril 1771, les deux officiers gagnèrent d’abord l'île de France (aujourd'hui Maurice), et de là, à bord de deux petits navires, la flûte la Fortune et la gabare le Gros Ventre, ils s‘élancèrent vers le sud de l’océan Indien.
Le 11 février 1772, l’expédition arrive en vue d’une terre montagneuse qu’Yves de Kerguelen prend pour le continent austral et qui se révèlera n'être qu’un archipel désolé (les futures îles Kerguelen). Dans le brouillard et la neige qui tombe à gros flocons, les deux bateaux se perdent de vue.  Le 13 février 1772, François Étienne de Rosily-Mesros est envoyé à terre par de Kerguelen pour reconnaître ces terres inconnues. Au retour , il constate que la Fortune a disparu. Il sera miraculeusement recueilli par le Gros-Ventre.
Yves de Kerguelen, handicapé par des avaries de son navire et pressé d’annoncer au roi qu’il avait découvert le fameux continent austral, rentre au plus vite en France après une brève escale à l’île de France. Pendant ce temps, Saint-Aloüarn, après avoir vainement recherché le navire de Kerguelen, décide de poursuivre le programme prévu avec lui au départ de l’expédition en faisant débarquer, le 13 février, une chaloupe dans une anse (future plage de la Possession). C'est son second, Charles Marc du Boisguehennuec (1740-1788), qui prend possession de l'archipel. Le Gros Ventre met ensuite le cap vers l’est et arrive, le 17 mars, en vue des côtes de la Nouvelle-Hollande (l’Australie, dont le contour était encore très mal connu) et les suit en remontant vers le nord. Le 30 mars 1772, le sous-lieutenant de Louis Aleno de Saint-Aloüarn, Jean-Baptiste Mengaud de la Hage (1741-1780), en prend possession au nom du roi Louis XV.
Épuisé et malade comme la plus grande partie de son équipage, souffrant du scorbut et sans doute de la typhoïde, Saint-Aloüarn gagne l’île portugaise de Timor, puis le port hollandais de Batavia (aujourd’hui Djakarta) et de là, Port-Louis où l’arrivée du navire cause une grande surprise.
À bout de force, Saint-Aloüarn y est hospitalisé et il y meurt le 27 octobre 1772 (à seulement 34 ans), non sans avoir dicté une longue lettre adressée à Yves de Kerguelen pour lui faire part de sa prise de possession de l’ouest de la Nouvelle-Hollande. Il n’y eut pas de suite et le nom de Saint-Aloüarn tombe dans l’oubli. Seize ans plus tard, en 1788, les Anglais qui devaient installer une première colonie à l’autre bout de l’Australie proclamaient leur souveraineté sur l’ensemble de l’île-continent.
Une bouteille, fermée par un sceau de Louis XV, est découverte en 1998 par des archéologues australiens à la pointe de l'île Dirk Hartog sous un monticule de pierres. Un fac-similé de cette bouteille est exposé au Musée de la Marine de Brest,.

## Postérité
Saint-Aloüarn donna son nom à un sommet des îles des Kerguelen, le pic Saint-Allouarn. En 1792, le navigateur français Antoine d'Entrecasteaux donna le nom d'îles Saint-Aloüarn à un groupe de rochers au sud-est du cap Leeuwin (sud-ouest de l'Australie), Saint-Aloüarn ayant navigué non loin vingt ans plus tôt.
Le 16 janvier 1998, une expédition archéologique franco-australienne menée par Philippe Godard et Max Cramer retrouve les marques de la prise de possession de 1772 sur la côte désertique de l'île Dirk Hartog, au nord-ouest de l'Australie. La nouvelle fait le tour du monde : « l'Australie aurait pu être française ! ».
Le 1er avril 1998, Bob Sheppard, Bob Creasy et le Dr Michael McCarthy du Western Australian Museum ont découvert une bouteille intacte avec un sceau de plomb similaire à celui trouvé par l’équipe française en janvier. La bouteille a été examinée par l’archéologue Rodney Harrison. La forme de la bouteille a montré qu’elle avait probablement été fabriquée en France au milieu du XVIIIe siècle. Toutefois, elle semblait pas avoir contenu le document d’annexion.
En 2008, l’Australie installe une plaque commémorative à l'endroit où Saint Alouarn prit possession du continent austral, reconnaissant ainsi son passage : « Le 30 mars 1772, l'explorateur français Saint-Aloüarn mouilla devant ce point de la côte avec son navire le Gros Ventre et envoya un officier pour prendre possession de la région au nom de la France. Pour cela, un document attestant cette prise de possession fut enterré avec deux pièces françaises. On pense que des explorateurs du XIXe siècle tels que Hamelin et Freycinet sont descendus eux aussi à terre dans le secteur. En janvier 1998, une équipe dirigée par M. Philippe Godard de Nouméa et M. Max Cramer de Geraldton découvrit l'une des pièces. Au mois d'avril de la même année, une équipe du Musée maritime assistée par deux opérateurs de détecteurs de métaux, MM. Bob Sheppard et Bob Creasy, localisa ce qui semble être la bouteille de prise de possession. En vertu de la loi sur l'archéologie maritime, ce site est désormais protégé comme un des sites de débarquement européen les plus importants de l'Australie occidentale. Prière de ne rien emporter d'autre que des photographies et de ne laisser rien d'autre que les empreintes de vos pieds. »

## Mariage et descendance
Il épouse le 20 janvier 1761, à Loctudy, Jeanne Corentine Drouallen (1740-1769). De cette union naissent quatre enfants, dont :
- Aimé Marie Louis Aleno de Saint-Aloüarn (1765-1794)
- Hippolyte Louis Agathe Aleno de Saint-Aloüarn, sous-Lieutenant dans l'Infanterie vers 1767

### Sources et bibliographie

#### En français
- Serge Duigou, L'Australie oubliée de Saint-Allouarn, Quimper, éditions Ressac, 1989
- Philippe Godard et Tugdual de Kerros (préf. Ambroise Guellec, ancien secrétaire d'État à la Mer), Louis de Saint Aloüarn, lieutenant des vaisseaux du Roy : Un marin breton à la conquête des terres australes, Louis de Saint Aloüarn, Rennes, éditions des Portes du Large, novembre 2002, 364 p. (ISBN 2-914612-08-7)
- Gérard Delacroix, Le Gros Ventre : Gabare du Roi 1766-1779, Paris, éditions ANCRE, 2003, 135 p. (ISBN 2-9527406-0-7, présentation en ligne)
- Dictionnaire de Biographie Mauricienne (DBM), No 45, p. 1395, biographie de Louis de Saint-Allouarn, par Raymond d'Unienville, avril 1990, Curepipe, Ile Maurice.

#### En anglais
- (en) John Dunmore, French Explorers in the Pacific, vol. I : The Eighteenth Century, Oxford, Clarendon Press, 1965
- (en) Philippe Godard, « The Saint Alouarn discoveries », Quarterly Newsletter : The Australian Association for Maritime History, no 77,‎ décembre 1999 (lire en ligne, consulté le 6 juillet 2010)
- (en) Philippe Godard, Tugdual de Kerros, Sue Baxter, Odette Margot et Myra Stanbury, 1772 - The French Annexation of New Holland : The Tale of Louis de Saint Alouarn, Fremantle, Western Australian Maritime Museum, 2009
- (en) Leslie Marchant, France Australe, Perth, Artlook Books, 1982
- (en) Mike McCarthy, Disturbances at the French Annexation site on Dirk Hartog Island : a report in readiness for the 2006 fieldwork, Fremantle, Western Australian Maritime Museum, 2006 (lire en ligne)